# GOES-R
GOES-R (англ. Geostationary Operational Environmental Satellite — «геостационарный эксплуатационный спутник наблюдения за окружающей средой») — спутник серии GOES, предназначенный для проведения атмосферных и поверхностных измерений Земли Западного полушария для прогнозирования погоды, слежения за бурями, мониторинга космической погоды и для метеорологических исследований.

## Обзор
GOES-R это спутник очередного поколения системы GOES, которая используется Национальной службой погоды НОАА для слежения за погодой и её прогнозирования, а также для проведения исследований для понимания процессов взаимодействия суши, океана, атмосферы и климата. GOES-R это комплекс программ совместной разработки и приобретения сил между NOAA и НАСА для разработки, развёртывания и эксплуатации спутников. Они управляются из центра космических полётов в Гринбелте, штат Мэриленд. GOES-R планируется запустить в 2016 году. GOES-R серии (GOES-R, S, T, & U) позволят увеличить доступность действующей спутниковой системы GOES до 2036 года.
GOES-R подтверждает технический прогресс в наблюдениях с геостационарной орбиты. По сравнению с ранними системами GOES, последние инструменты и обработка данных обеспечивают:
- Получение в три раза больше спектральной информации
- В четыре раза больше пространственное разрешение
- В пять раз шире охват
- Наблюдение за грозовой активностью в реальном времени
- Увеличение времени предсказывания гроз и торнадо
- Улучшенное прогнозирование траекторий и мощности ураганов
- Совершенствование мониторинга солнечных рентгеновских излучений
- Совершенствование мониторинга солнечных вспышек и корональных выбросов массы
- Усовершенствованное прогнозирование геомагнитных бурь[3].

## Космический аппарат
Космический аппарат GOES-R на платформе A2100 будет иметь 3-осевую стабилизацию и рассчитан на 10 лет эксплуатации на рабочей орбите, после 5-летней консервации на орбите хранения. Это обеспечит почти непрерывное наблюдение, а также изоляцию от вибраций оптической части спутника (присутствующей на земле). Суммарное время прерывания в процессе наблюдений составит 120 минут/год. Это почти на два порядка лучше, по сравнению с предыдущими экземплярами спутников GOES.

## Инструменты
Инструментальный набор GOES-R содержит три типа инструментов: прибор зондирования Земли, фотоаппарат для получения снимков Солнца и инструментарий для измерений параметров космической среды.

### Фотографирование Земли
Два прибора направлены в сторону Земли:

#### Тепловизор
Расширенный базовый тепловизор (англ. Advanced Baseline Imager, сокр. ABI), спроектированный и построенный компанией Exelis Geospatial Systems (сейчас Harris Space & Intelligence Systems), является основным инструментом GOES-R для визуализации погодных явлений, климата Земли, а также для наблюдения за окружающей средой. Этот прибор может имеет 16 спектральных каналов, в том числе два канала видимого диапазона, четыре канала ближнего инфракрасного и десять инфракрасных каналов. Он сможет собрать в три раза больше спектральной информации, за счёт увеличенного в четыре раза пространственного разрешения и более чем в пять раз более широкого охвата. Синоптики смогут получать изображения в более высоком разрешении, чтобы отслеживать развитие штормов на их ранних стадиях. Практически идентичные приборы были поставлены в Японию для использования их на Химавари 8 и 9.

#### Геостационарный картограф Молний
Геостационарной молнии картограф молний (ГКМ) GOES-R будет непрерывно, днём и ночью собирать информацию о частоте вспышек молний, которые сопровождают многие сильные штормы, и будет делать это даже при высоком уровне плотности перистых облаков существующих выше активных гроз, которые могут скрывать молнии от обычного фотоаппарата. Исследования и тесты показали, улучшение в прогнозе торнадо и снижение ложных тревог. Предполагается, что данные ГКМ данных будет также полезны для авиационных метеорологических служб, климатологических исследований, и в прогнозировании сильных гроз. ГКМ будет сообщать информацию для выявления растущих, активных и потенциально разрушительных гроз над сушей, а также в районах океана.
Исследования показывают, что внезапное увеличение общей частоты молний говорит об увеличении интенсивности штормов, что сопровождается разрушительными ветрами, крупным градом и/или торнадо.

### Наблюдение за солнцем
Два инструмента направлены на Солнце:

#### Датчик солнечных ультрафиолетовых лучей
(SUVI) — телескоп, который будет наблюдать за Солнцем а крайнем ультрафиолетовом спектральном диапазоне. Инструмент SUVI аппарата GOES-R будет изучать активные области на Солнце, где часто образуются солнечные вспышки и извержения, которые могут привести к корональным выбросам массы и отрицательно повлиять на Землю. Отслеживая такие выбросы GOES-R будет заранее предупреждать электроэнергетические компании, поставщиков телекоммуникационных и спутниковых операторов о надвигающейся опасности.

#### Датчик Экстремального ультрафиолетового излучения
Extreme Ultraviolet/X-Ray Irradiance Sensor (EXIS) /(Датчик энергетической освещённости в крайнем ультрафиолетовом/рентгеновском диапазонах) — который будет использоваться для изучения влияния космической погоды на нашу атмосферу и погоду. EXIS будет в состоянии обнаружить солнечные вспышки, которые могли бы нарушить связь и уменьшить навигационную точность как на земле так и в космосе; Прибор EXIS будет находиться на специальной платформе направленной к Солнцу. Масса 30 кг, мощность — 40 Вт, скорость передачи данных в Х-диапазоне — 7,2 Кбит, скорость передачи данных в L-диапазоне — 0,9 Кбит. EXIS — новая система установленная на метрологическом спутнике GOES-R позволит учёным увидеть полную картину солнечной изменчивости.

### Наблюдение за космической средой
Два инструмента будут следить за космической средой вокруг:

#### Комплекс датчиков мониторинга окружающей среды
SEISS / Magnetospheric Particle Sensor (SEISS/MPS) — специальные датчики для мониторинга электронов и протонов, представляющих опасность для спутника. Фиксируются электроны и протоны низкой (MPS-LO, 0.03-30 keV) и средней высокой энергии (MPS-HI, 0.05-4 Mev для электронов, 0.8-12 Mev для протонов).
SEISS / Energetic Heavy Ion Sensor (SEISS/EHIS) — датчики для измерения потоков протонов, альфа-частиц и тяжёлых ионов на уровне платформы.
SEISS / Solar and Galactic Proton Sensor (SEISS/SGPS) — для измерения потоков протонов высокой энергии
.

#### Магнитометр
Magnetometer (MAG) / (магнитометр) — будет измерять магнитное поле во внешней части магнитосферы. Магнитосфера участок вокруг Земли, который защищает планету от солнечных ветров. MAG будет измерять заряженные частицы, обнаруженные в области внешней магнитосферы, которые опасны для космических кораблей и полётов человека в космос
.

## Уникальные услуги полезной нагрузки
Уникальные услуги полезной нагрузки спутника GOES-R обеспечиваются транспондерами полезной нагрузки, которые обеспечивают ретрансляцию данных других сетей, в дополнение к основной миссии. Это системы (HRIT/EMWIN), GOES-R Rebroadcast (GRB), а также Search and Rescue Satellite Aided Tracking (SARSAT).

### Работа с учреждениями
Кооперативные институты (СНГ) не являются Федеральными академическими и некоммерческими научно-исследовательскими учреждениями, деятельность которых финансируется НОАА, которое предоставляет ресурсы для миссий агентств, целей и стратегических планов. GOES-R поддерживается работами восьми институтов НОАА:
- Кооперативный институт спутников и климата
- Кооперативный институт по исследованию Аляски
- Кооперативный Институт Мезомасштабных метеорологических исследований
- Кооперативный Институт для метеорологических спутниковых исследований
- Кооперативный Институт Океанографических спутниковых исследованй Архивировано 18 июня 2013 года.
- Кооперативный институт по исследованиям в атмосфере
- Кооперативный институт по исследованиям в области наук об окружающей среде
- Объединённый Институт морских и атмосферных исследований

## Запуск
Спутник планировался к запуску 16 ноября 2016 года, но запуск был отложен из-за неполадок ракеты-носителя.
Запуск спутника GOES-R состоялся 19 ноября 2016 года, в 23:42 UTC ракетой-носителем Атлас V 541 со стартового комплекса SLC-41 на мысе Канаверал во Флориде. Спустя 3,5 часа спутник был выведен на геопереходную орбиту с параметрами 8137 × 35 290 км, наклонение 10,62°. Прибытие в точку стояния на геостационарной орбите ожидается через 2 недели.